# 蒼怜奈
蒼 怜奈（あおい れいな・1987年4月12日 - ）は、日本の元グラビアモデル、タレント、元レースクイーン。宮崎県出身。愛称は「れいなっつ」。プラチナムプロダクションに所属していた。

## 略歴・人物
2016年、SUPER GT「GREEN TECサーキットレディ」、スーパーフォーミュラ「KCMGエンジェルス」の2カテゴリーでレースクイーン活動を行う。
2017年、SUPER GT500クラス「Keihin Blue Beauties」に就任。この年からKeihinはレースのみならずレポーターとしてファンを繋ぐ役割を果たす「Keihin Blue Navigator」が設置されたため、実質的なレースクイーンは蒼のみとなった。2018年と2019年も引き続きKeihinのレースクイーンを務めており、歴代最長の3年間にわたる「Keihin Blue Beauty」を務め上げた。この間東京モーターショーに2回参加しており、2019年はKeihinレースクイーンOGの佐藤彩奈（2013年・2014年担当）や采女華（2013年・2015年担当）と共演している。
またフジテレビのボクシング中継『ダイヤモンドグローブ』のラウンドガールも務めており、2019年7月12日に開催された『WBA世界ミドル級タイトルマッチ12回戦 村田諒太×ロブ・ブラント』（於：大阪府立体育会館）では、村田が勝利した後のインタビューで、共演した天野麻菜と共に号泣するシーンが映し出され、話題となった。
趣味は釣り、料理、裁縫（家庭科の教員免許を持つ）。
2019年11月に行われたSUPER GT×DTM特別交流戦への参加をもってKeihinのレースクイーンを卒業。Keihin Blue Beauty（SUPER GT500クラス担当）の後任がプラチナム所属の横田りかとなったため、昭和生まれ（1987年〈昭和62年〉生）のKeihinレースクイーンは彼女が最後となった。
その後2020年1月10日、自身のSNSでプラチナムプロダクションを退所し引退する事を表明。同年5月4日より、自身のYouTubeチャンネル「あおいれいなの日常」を開設し、YouTuber活動を開始。同年10月16日、一般男性と結婚していたことを同チャンネル内で発表し、同11月9日、第一子を7月4日に出産していたことを明かした。

## 受賞歴
- 『日本レースクイーン大賞2017』実行委員会特別賞（2017年）[注 4]

## 活動

### レースクイーン
| 年     | カテゴリー           | チーム名                                          | 他メンバー             |
| ------ | -------------------- | ------------------------------------------------- | ---------------------- |
| 2016年 | SUPER GT             | TOYOTA PRIUS apr GT 「GREEN TECサーキットレディ」 | 小沢えみり、松山英礼奈 |
| 2016年 | スーパーフォーミュラ | KCMGエンジェルス                                  | 藤木由貴               |
| 2017年 | SUPER GT             | Keihin Blue Beauties                              | 栗沢綾乃               |
| 2018年 | SUPER GT             | Keihin Blue Beauties                              | 英美里                 |
| 2019年 | SUPER GT             | Keihin Blue Beauties                              | 英美里                 |

### ラウンドガール
- フジテレビ『ダイヤモンドグローブ』リングガール（2016年[注 5]・2017年[注 6]・2018年[注 7]・2019年[14]）

### テレビ出演
- 邪道だらけの夜の大運動会（AbemaTV・2018年4月30日）プラチナム軍団の一員として出場[24]

### 配信
- 蒼怜奈のむちゃぶりアワー（FRESH LIVE、2019年）

### イベント
- 東京オートサロン「FALKENブースモデル」（2017年）[1][注 8]
- 東京ゲームショウ「Xperiaブースモデル」（2017年）[26]
- 東京モーターショー「Keihinブース」（2017年・2019年） - Keihinレースクイーンとして出演[10][11][13]
- 東京モーターサイクルショー「ハーレーダビッドソンブースモデル」（2019年）[27]
- 東京ゲームショウ「CAPCOMブースモデル」（2019年） - Keihinレースクイーンの先輩だった安倍有里子とも共演[28][29]

### パチスロ
- ラブ嬢2（2019年、オリンピア）CLUB LUXEのキャバ嬢・れいな役[30][31]